# 1568 en santé et médecine
| Années de la santé et de la médecine : 1565 - 1566 - 1567 - 1568 - 1569 - 1570 - 1571    |
| Décennies de la santé et de la médecine : 1530 - 1540 - 1550 - 1560 - 1570 - 1580 - 1590 |

Cet article présente les faits marquants de l'année 1568 en santé et médecine.

## Événements
- L'hôpital des aveugles de Chartres, bâti hors les murs en 1292, est détruit lors du siège de la ville par les huguenots, et les aveugles se retirent dans une maison qu'ils se sont fait construire dès 1336 au lieu-dit de la Bufeterie du Châtelet[1].
- Parmi d'autres mesures prises contre « une violente contagion » qui se déclare à Genève, « on ordonn[e] de tuer tous les chats et les chiens[2] ».
- À Paris, « des fonds procurés par le grade de docteur (pecunia doctoratus) servent pour l'achat d'une maison à l'enseigne du Soufflet, rue des Rats, un emplacement qui [va] devenir le jardin botanique de la Faculté[3] ».

## Publication
- Sorties des presses de Christophe Plantin en 1566 et, pour l'essentiel, regravées par les frères Frans et Pieter Huys d'après les planches reprises par Valverde (es) à la  Fabrica de  Vésale, les Vivae imagines partium corporis humani reparaissent chez le même imprimeur, mais légendées en néerlandais[4], « ce qui perm[ettra] une diffusion bien plus grande, entre autres chez les barbiers et les chirurgiens[5] ».

## Naissance
- 11 décembre : Nicolas Ager (mort en 1634), médecin et botaniste alsacien[6],[7].

## Décès
- Garcia de Orta (né en 1499 ou 1501), médecin juif portugais converti au catholicisme, mais réfugié aux Indes, auteur des  Colóquios dos simples da India (« Colloques des simples de l'Inde ») publiés à Goa en 1563[8].
- Joseph Struss (en) (né en 1510), médecin polonais, professeur à  Padoue et Cracovie, médecin à la cour du roi Sigismond II et auteur, en 1540, du Sphygmicae artis, très important ouvrage sur le pouls[9].